# Aziatisch kampioenschap voetbal vrouwen onder 16 - 2013
Het AFC Vrouwenkampioenschap voetbal onder 16 - 2013 was de vierde editie van het AFC Vrouwenkampioenschap voetbal onder 16. De top 3 plaatst zich voor het Wereldkampioenschap voetbal vrouwen onder 17 - 2014.Het toernooi wederom gewonnen door Japan.

## Gekwalificeerde teams
| Land           | Gekwalificeerd als                                       | Datum van kwalificatie |
| -------------- | -------------------------------------------------------- | ---------------------- |
| Japan          | Winnaar AFC Vrouwenkampioenschap voetbal onder 16 - 2011 | 10 juli 2012           |
| Noord-Korea    | tweede AFC Vrouwenkampioenschap voetbal onder 16 - 2011  | 10 juli 2012           |
| Zuid-Korea     | derde AFC Vrouwenkampioenschap voetbal onder 16 - 2011   | 10 juli 2012           |
| China          | Vierde AFC Vrouwenkampioenschap voetbal onder 16 - 2011  | 10 juli 2012           |
| Chinees Taipei | Winnaar kwalificatie groep D                             | 8 november 2012        |
| Guam           | Nummer 2 kwalificatie groep D                            | 8 november 2012        |
| Australië      | Winnaar kwalificatie groep C                             | 9 november 2012        |
| Jordanië       | Winnaar kwalificatie groep A                             | 9 november 2012        |
| Bahrein        | Nummer 2 kwalificatie groep A                            | 9 november 2012        |
| Thailand       | Nummer 2 kwalificatie groep C                            | 11 november 2012       |
| Oezbekistan    | Winnaar kwalificatie groep B                             | 28 november 2012       |
| Iran           | Nummer 2 kwalificatie groep B                            | 30 november 2012       |

## Groepsfase

### Groep A
| Team      | AW | G | G | V | DV | DT | DS  | Pnt |
| --------- | -- | - | - | - | -- | -- | --- | --- |
| China     | 2  | 2 | 0 | 0 | 19 | 0  | +19 | 6   |
| Australië | 2  | 1 | 0 | 1 | 8  | 2  | +6  | 3   |
| Bahrein   | 2  | 0 | 0 | 2 | 0  | 25 | −25 | 0   |

### Groep B
| Team           | AW | G | G | V | DV | DT | DS  | Pnt |
| -------------- | -- | - | - | - | -- | -- | --- | --- |
| Noord-Korea    | 2  | 2 | 0 | 0 | 16 | 0  | +16 | 6   |
| Chinees Taipei | 2  | 1 | 0 | 1 | 2  | 11 | −9  | 3   |
| Jordanië       | 2  | 0 | 0 | 2 | 1  | 8  | −7  | 0   |

### Groep C
| Team        | AW | G | G | V | DV | DT | DS | Pnt |
| ----------- | -- | - | - | - | -- | -- | -- | --- |
| Thailand    | 2  | 1 | 1 | 0 | 5  | 2  | +3 | 4   |
| Zuid-Korea  | 2  | 0 | 2 | 0 | 2  | 2  | 0  | 2   |
| Oezbekistan | 2  | 0 | 1 | 1 | 0  | 3  | −3 | 1   |

### Groep D
| Team  | AW | G | G | V | DV | DT | DS  | Pnt |
| ----- | -- | - | - | - | -- | -- | --- | --- |
| Japan | 2  | 2 | 0 | 0 | 28 | 0  | +28 | 6   |
| Iran  | 2  | 1 | 0 | 1 | 2  | 9  | -7  | 3   |
| Guam  | 2  | 0 | 0 | 2 | 0  | 21 | −21 | 0   |

## Knock-outfase

### Halve finale
|                      |                |         |                                    |                                                                                                |
| 3 oktober 2013 16:00 | China          | 1 – 3   | Noord-Korea                        | Jiangning Sports Centre, Nanjing Toeschouwers: 500 Scheidsrechter: Jacewicz Katherine Margaret |
| 3 oktober 2013 16:00 | Qin Manman 66' | Verslag | Ju Hyo Sim 35' Ri Hae Yon 41', 83' | Jiangning Sports Centre, Nanjing Toeschouwers: 500 Scheidsrechter: Jacewicz Katherine Margaret |

|                      |          |         |                                                      |                                                                                |
| 3 oktober 2013 19:00 | Thailand | 0 – 6   | Japan                                                | Jiangning Sports Centre, Nanjing Toeschouwers: 100 Scheidsrechter: Kim Sookhee |
| 3 oktober 2013 19:00 |          | Verslag | Kobayashi 12', 63' Sugita 31', 85', 90' Kamogawa 88' | Jiangning Sports Centre, Nanjing Toeschouwers: 100 Scheidsrechter: Kim Sookhee |

### Kleine finale
|                 |                          |         |                                              |                                                                                    |
| 6 oktober 16:00 | China                    | 2 – 2   | Thailand                                     | Jiangning Sports Centre, Nanjing Toeschouwers: 100 Scheidsrechter: Fusako Kajiyama |
| 6 oktober 16:00 | Liu Yan 18' Wu Yue 90+4' | Verslag | Janthawan Thanakorn 49' Chuchuen Sudarat 67' | Jiangning Sports Centre, Nanjing Toeschouwers: 100 Scheidsrechter: Fusako Kajiyama |
| 6 oktober 16:00 | Strafschoppen            |         |                                              | Jiangning Sports Centre, Nanjing Toeschouwers: 100 Scheidsrechter: Fusako Kajiyama |
| 6 oktober 16:00 | 4 – 2                    |         |                                              | Jiangning Sports Centre, Nanjing Toeschouwers: 100 Scheidsrechter: Fusako Kajiyama |

### Finale
|                      |                    |         |           |                                                                            |
| 6 oktober 2013 19:00 | Noord-Korea        | 1 – 1   | Japan     | Jiangning Sports Centre, Nanjing Toeschouwers: 50 Scheidsrechter: Wang Jia |
| 6 oktober 2013 19:00 | Sung Hyang Sim 71' | Verslag | Miura 63' | Jiangning Sports Centre, Nanjing Toeschouwers: 50 Scheidsrechter: Wang Jia |
| 6 oktober 2013 19:00 | Strafschoppen      |         |           | Jiangning Sports Centre, Nanjing Toeschouwers: 50 Scheidsrechter: Wang Jia |
| 6 oktober 2013 19:00 | 5 – 6              |         |           | Jiangning Sports Centre, Nanjing Toeschouwers: 50 Scheidsrechter: Wang Jia |